# Бакель
Бакель (фр. Bakel) — місто і комуна на сході Сенегалу, на території області Тамбакунда. Адміністративний центр однойменного департаменту.

## Географія
Місто знаходиться в північно-східній частині області, на лівому березі річки Сенегал, поблизу кордону з Мавританією, на відстані приблизно 515 кілометрів на схід від столиці країни Дакару. Абсолютна висота - 14 метрів над рівнем моря .

## Населення
За даними  перепису 2002 року чисельність населення Бакелю становила 10 653 осіб .
Динаміка чисельності населення міста за роками:
| 1976 | 1988 | 2002   | 2010   |
| ---- | ---- | ------ | ------ |
| 6569 | 7959 | 10 653 | 14 100 |

## Транспорт
За 5 км на південь від міста розташований однойменний аеропорт (Bakel Airport). Здійснюється поромне транскордонне повідомлення з мавританським містом Гурає.

## Пам'ятки
У місті розташований форт, побудований в середині XIX століття французькою колоніальною владою.